# Lerbeck

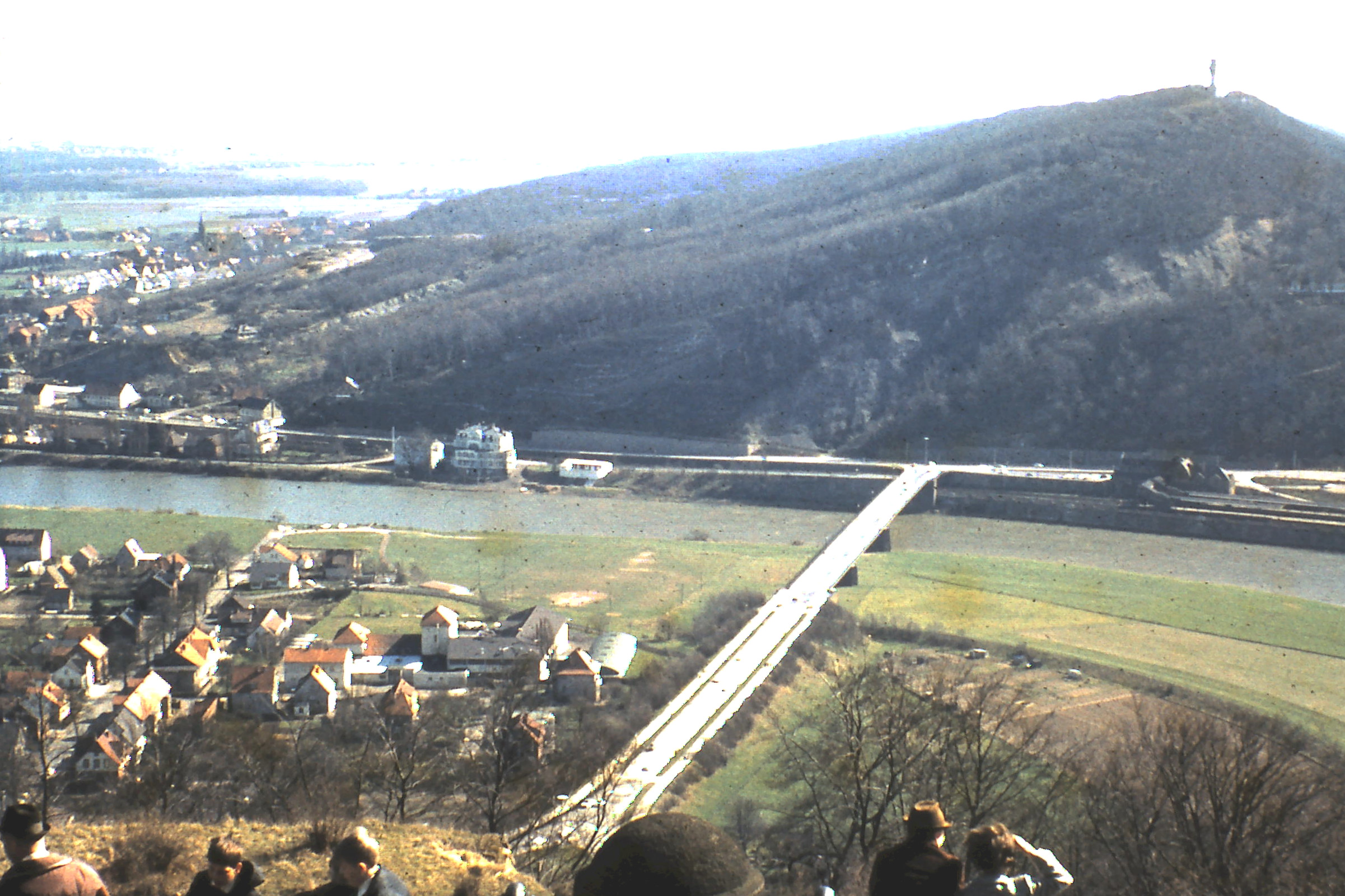
Blick vom Kaiser-Wilhelm-Denkmal auf Lerbeck (im Hintergrund links) im Jahre 1967

Lerbeck ist ein Ortsteil der Stadt Porta Westfalica im Kreis Minden-Lübbecke in Ostwestfalen.

## Geographie
Lerbeck liegt nördlich des Wesergebirges mit dem Jakobs- und dem Königsberg und östlich des Weserdurchbruchs Porta Westfalica (Westfälische Pforte) an der Weser. Im Osten grenzt Lerbeck an den Stadtteil Nammen, im Norden an den Stadtteil Meißen der Stadt Minden, im Westen an den Stadtteil Neesen und im Süden an den Stadtteil Hausberge. Geographisch ist die Landschaft dem westfälischen Tiefland als Teil der niederdeutschen Moränen- und Strauchlandes zuzuordnen.

## Geschichte
Das Wesertal bei Minden ist seit der Zeit vor 5000 v. Chr. besiedelt, seit der ersten frühbäuerlichen Besiedlung.
Ein bronzezeitlicher Langgraben von 12,5 m Länge und 3,3 m Breite, dazu eine 2,7 mal 1,4 m messende Grabgrube barg eine Körperbestattung in gestreckter Rückenlage. Der Kopf des Individuums, auf sein Geschlecht weisen wohl die drei geborgenen Pfeilspitzen hin, wies westwärts. Weitere Grabbeigaben des Mannes waren eine Klinge und ein Bohrer aus Silex sowie ein Gefäß. Der Langgrabenbefund liegt am südöstlichen Rand des Verbreitungsgebietes, das vom Westen Niedersachsens über das Münsterland bis nach Belgien reicht.
Im 6. Jahrhundert lebte dort eine Gemeinschaft aus mindestens drei Familien für etwa ein bis zwei Generationen. Vermutlich blieben die nachfolgenden Generationen in der Region und erbauten neue Höfe.
Erstmals wurde Lerbeck am 2. Juli 1033 in einer Urkunde unter dem Kaiser Konrad II namentlich als „Lierbeke“ (Lerbike) erwähnt. Darin bestätigte er das von Bischof Siegbert von Minden gestiftete Kloster St. Martini in Minden mit seinen Besitzungen, darunter auch eine Hufe in „Lierbeke“.
Lerbeck gehörte bis zu den Napoleonischen Kriegen zur Vogtei Übernstieg im Amt Hausberge des Fürstentums Minden. Der Ort gehörte von 1807 bis 1813 zum Kanton Hausberge des napoleonischen Satellitenstaats Königreich Westphalen und kam 1816 zum neuen Kreis Minden. Bis 1972 bildete Lerbeck eine Gemeinde im Amt Hausberge des Kreises. Bevor die Gemeinde bei der kommunalen Neugliederung am 1. Januar 1973 Teil der Stadt Porta Westfalica wurde, hatte sie eine Fläche von 4,29 km² sowie 3727 Einwohner (31. Dezember 1972). Am 31. Dezember 2017 hatte Lerbeck 3737 Einwohner.

## Politik
Lerbeck gehört mit Neesen zum Bezirksausschuss III der Stadt Porta Westfalica. Vorsitzender ist Kurt Baberske.

## Wirtschaft

### Ansässige Unternehmen
Die Grohe AG ist der größte Arbeitgeber in Lerbeck. Sie hat im Jahre 1994 die DAL / Rost-Gruppe (DAL: Deutsche Armaturenfabrik Lerbeck, vormals Leipzig) übernommen und produziert und vertreibt Sanitärarmaturen und -technik. Sie ist in einigen Bereichen Weltmarktführer und erreicht zusammen mit ihren anderen Standorten weltweit einen Jahresumsatz von über einer Milliarde Euro. Am Standort in Lerbeck entsteht ein neues Logistikzentrum.

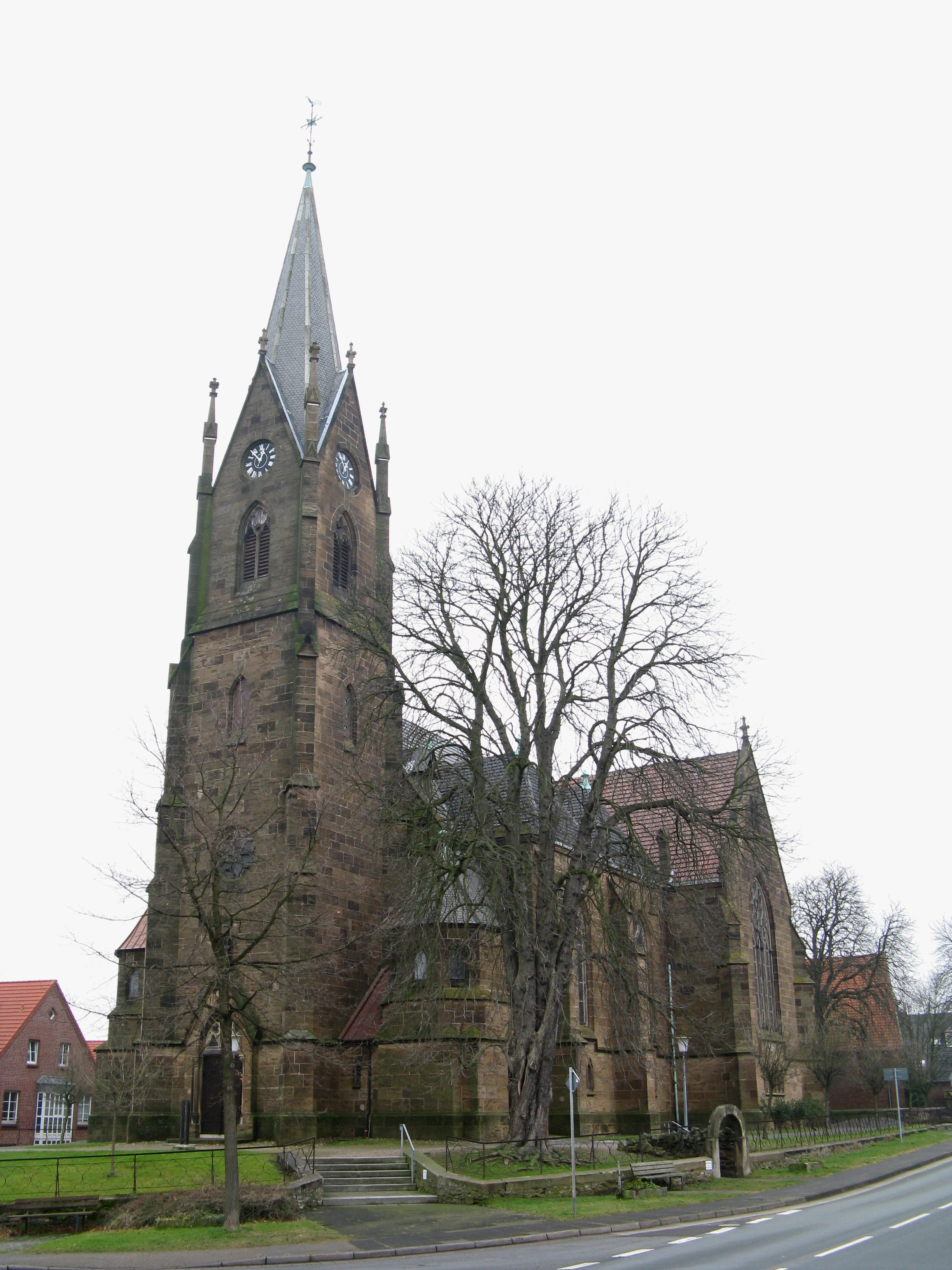
Kirche

## Sehenswürdigkeiten
Die Lerbecker Kirche wurde 1892 im neugotischen Stil nach Entwürfen des Barkhausener Architekten Heinrich Hutze erbaut.

## Vereine
In Lerbeck sind der Fußballverein Blau-Weiß Lerbeck und der Sportverein TuS Lerbeck, welcher unter anderem Handball anbietet angesiedelt. Des Weiteren findet man in Lerbeck den Aquarius Motorbootverein Neesen/Lerbeck e. V., Haus und Grund Lerbeck, einen Hundeverein und Jäger und Landwirte Lerbeck. Der Männergesangverein Neesen-Lerbeck und die Freiwillige Feuerwehr Neesen-Lerbeck sind sowohl in Lerbeck als auch in Neesen anzutreffen.

## Verkehr
Lerbeck liegt an der Bundesstraße 482. Bis 1965 verkehrte der Oberleitungsbus Minden auf der Strecke Minden, Bahnhof Porta Westfalica, Hitzepohl.